# Нільсен Володимир Володимирович
Нільсен Володимир Володимирович (*5 жовтня 1910 — †7 жовтня 1998) — російський радянський піаніст, органіст, педагог.

## Біографія
Концертна діяльність Володимира Нільсена почалася у кінці 20-х років ХХ сторіччя. Вже з 1929 року він був солістом Ленінградської філармонії. А от широку відомість піаніст здобув лише на порозі свого 30-річчя, і вона прийшла до нього в результаті успішного виступу на Всесоюзному конкурсі (1938), де він завоював другу премію. На той час Нільсен закінчив Ленінградську консерваторію за двома напрямками — як оргініст у Ісайї Браудо (1931) і як піаніст у Надії Голубовської (1933); під керівництвом Надії Голубовської пройшов і курс аспірантури (1934—1935).

## Характеристика творчості
Ще по свіжих слідах довоєнного конкурсу відзначались виключно ліричний напрямок виконавської манери Нільсена, притаманні йому витонченість, прониклива виразніть, щира поетичність. «Це той тип піаніста, в якому митець переважає віртуоза» — відзначав В.Дельсон.
Надія Голубовська характеризувала стиль свого учня такими словами: «Глибока зосередженість, приваблива щирість і теплота, політ поетичної уяви — такі властивості артистичного дарування Нільсена». Тоді ж, втім, вказували і на обмежені віртуозні можливості лауреата, деяку одноплановість його гри. І подібна характеристика з усіма «за і проти», зберегла свою силу в майбутньому. Так, рецензуючи один з передвоєнних виступів піаніста, Лев Баренбойм пише: «М'яка диференційована звучність, уміле користування звуковими пропорціями, любовне і дбайливе відношення до кожної деталі музичної тканини, тонка хвилеподібна динаміка і пластична ритміка в кантилені — такі характерні риси мистецтва Нільсена». Надалі, проте, рецензент додає: «..ми мали право чекати від талановитого піаніста збагачення його художньої палітри, подолання однобічності його виконавської творчості. Нільсен перебільшено підкреслює одну сторону музичного образу. Він усюди пом'якшує кути, знімає різкості, усе грає співучо, усе дещо пригладжує, усюди привносить мрійливість і посмішку».
Відповідно до усього цього складався і репертуар артиста. Він упевнено почуває себе в специфічній сфері ліричної образності. Нільсен грає Бетховена і Ліста, Моцарта і Шумана, Мусоргського і Прокофьєва. Проте найкращі його досягнення пов'язані з шопенівською музикою, з деякими поетичними сторінками творчості Шуберта. Характерно, що після довгої перерви виступивши в Москві (1972), він вважав за потрібне скласти програму із творів Шопена. І знову москвичі зустрілися з піаністом-ліриком, в грі якого, за словами Л. Живова, приваблюють простота і нехитрість вираження.

## Педагогічна діяльність
Педагогічна діяльність музиканта з 1935 року пов'язана з Ленінградською консерваторією (у 1951 році він отримав звання професора); лише під час війни Нільсен викладав в Московській і Саратовській консерваторіях.